# Martin Juhár
Martin Juhár  (* 9. März 1988 in Košice) ist ein slowakischer ehemaliger Fußballspieler.

## Karriere

### Verein
Juhár kam über die U-19 des slowakischen Vereins FC VSS Košice in die 1. Herrenmannschaft und debütierte am 10. Mai 2008 in der Fortuna Liga, der höchsten slowakischen Spielklasse. Er stand beim 1:1 gegen den slowakischen Rekordmeister ŠK Slovan Bratislava in der Startformation. Zur Saison 2011/12 wechselte er zu Sparta Prag in die Erste tschechische Fußballliga. Nach einer Saison wechselte er innerhalb der Liga zu Slavia Prag. Zu Beginn der Saison 2015/16 wechselte er zum polnischen Erstligisten Bruk-Bet Termalica Nieciecza. In der Winterpause der Saison 2016/17 erfolgter sein Wechsel zum deutschen Drittligisten FSV Zwickau. Sein Debüt in der 3. Liga gab er am 5. April 2017 beim 1:0-Auswärtssieg gegen den FSV Frankfurt, als er in der 81. Minute für Nils Miatke eingewechselt wurde. Im Sommer 2017 wechselte er zurück nach Tschechien zum FC Zbrojovka Brünn. Bereits in der nächsten Saison wechselte er nach Ungarn zum Erstligisten Diósgyőri VTK. Im Februar 2021 beendete er seine Karriere.

### Nationalmannschaft
Nachdem Juhár seit der slowakischen U-19 Nationalmannschaft alle Juniorennationalmannschaften durchlief, debütierte er am 19. November 2013 unter Trainer Ján Kozák beim Freundschaftsspiel gegen Gibraltar.

## Titel und Erfolge
- Slowakischer-Fußballpokal-Sieger 2008/09 mit FC VSS Košice